# Adolf Rozwadowski
Pour les articles homonymes, voir Rozwadowski.
 (juillet 2017).
Si vous disposez d'ouvrages ou d'articles de référence ou si vous connaissez des sites web de qualité traitant du thème abordé ici, merci de compléter l'article en donnant les références utiles à sa vérifiabilité et en les liant à la section « Notes et références ».
Adolf Jordan Rozwadowski (Varsovie, 1812 - Paris, 26 mai 1871) est un militant polonais de l'indépendance, émigrant participant à la Commune de Paris (1871).

## Biographie
Fils de Stanislaw et Joanna, son père travailla comme capitaine du palais du Ministère du Trésor à Varsovie. Adolf Rozwadowski a servi dans sa jeunesse dans l'infanterie pendant l'Insurrection de Novembre de 1830 de la Pologne contre la Russie. Après la défaite, il devint fonctionnaire à Varsovie (à la Direction Générale de la Loterie), tout en devenant actif dans l'organisation d'un complot, sous la direction de Gerwazy Gzowskieg. De crainte d'être arrêté au début des années 1840, il partit en Galicie. Il y travailla aussi comme fonctionnaire à Ternopil. Il y prit contact avec deux mouvements révolutionnaires de conspiration, celui d'octobre 1845 à Wojsław et de décembre de la même année à Zakrzew, dirigés par une petite organisation de Tarnopolska et de Czortkowska. Rozwadowski se retrouva ensuite dans le Grand-duché de Posen où il vécut en devenant imprimeur. Dans les années 1846-1848, il fut emprisonné pour conspirations, en collaboration possible avec Walenty Stefański. 
Il quitta la prison en plein Printemps des peuples et après un court passage en Galicie comme émissaire, il émigra à Paris. Il y travailla comme traducteur assermenté. Pendant un certain temps, il vécut avec le général Karol Różycki. Il prit part au mouvement messianique d'Andrzej Towiański. En 1863, il devait prendre part à l'insurrection polonaise de 1861-1864 et la campagne de Wojciech Komorowski à Poryck.
Rozwadowski est mort tragiquement, exécuté par l'armée versaillaise durant la Commune de Paris (1871), en même temps que Michał Szweycer. Selon Władysław Mickiewicz, "l'une des plus horribles exécutions fut celle de Rozwadowski et Szwejcer". Ils étaient accusés d'héberger des communards, la preuve étant qu'ils avaient laissé la lumière allumée chez eux, signe attribué aux communards. Exécutés tardivement, leurs corps laissés dans la rue pendant deux jours, Edmund Różycki (fils de Charles) les enterra dans le cimetière de Bercy, ils furent ensuite transportés au cimetière du Père-Lachaise (6e division) dans la sépulture collective du général .
Selon K. Wyczańska, Rozwadowski était une "personne discrète, laborieuse et d'une culture supérieure". Sa personne ainsi que celle de Szwejcer (sous le nom de Ludwik) furent immortalisés dans le poème de Teofil Lenartowicz "Deux compagnons" (Dwaj towiańczycy)
Il fut marié à Eudosksja Sobolewska, avec qui il eut deux enfants. Après le départ de Rozwadowski, sa femme resta un moment en Pologne et fut emprisonnée en 1848 pour aide aux prisonniers politiques et distribution de tracts ; elle s'exila en France en 1854.